# Пекиншки џокеј клуб
40° 00′ 48″ С; 116° 41′ 42″ И / 40.013433° С; 116.695082° И
Пекиншки џокејски клуб (БЈЦ) је била кинеска организација за трке коња. Смјештен у округу Тонгџоу у Пекингу и покривајући површину од 1,6 квадратних километара, био је један од највећих међународних стандардних тркачких клубова у Азији. Године 2001., уз одобрење државне владе, клуб се упустио у трке расних раса као велики посао. Клуб је узгајао преко 2.000 расних коња. Међутим, тркалиште Тонгџоу је затворено 23. октобра 2005. године. Следећег мјесеца уништено је преко 600 коња. Чини се да је разлог затварања и одбацивања био губитак прихода, након одлуке кинеске владе да не дозволи коцкање на коњским тркама. Клуб је раније користио Тоте систем 2003. године, очигледно подржан од стране локалне владе, али је ово морао бити суспендован у сезони 2004–05. године, након одлуке владе. Клуб је угашен 2005. године.
Клуб је имао три тркачке стазе које су испуњавале међународне стандарде:
- травната стаза A: 2298 m
- травната стаза B: 2050 m
- травната стаза S: 1850 m.